# نوباء بستانية
نوباء بستانية (الاسم العلمي:Alternaria arbusti) هو نوع من الفطريات يتبع جنس النوباء من الفصيلة البوغيانية.